# Гиперсегментированные продажи
Гиперсегментированные продажи, также — продажи на основе аккаунтов, или ABS (от английского account-based selling или account-based sales) — стратегическая модель продаж, в рамках которой организация офлайн-реализации товаров или услуг осуществляется узким сегментам целевой аудитории или конкретным персонам, принимающим решение, называемым в системе аккаунтами. В типичной стратегии ABS компания-продавец формирует целевую аудиторию, затем делит её на узкие сегменты, имеющие возможность пересекаться в рамках компании-покупателя.

## История
Появившиеся в середине 2010-х годов как дальнейшее развитие стратегии маркетинга ключевых клиентов (ABM), гиперсегментированные продажи считаются одной из самых молодых стратегий. Тем не менее, по прогнозам исследовательской и консалтинговой компании Gartner, с 2020 года для большинства технологических вендоров системы ABS станут основой продаж, причём, объём этого рынка превысит 5 млрд долларов США в год.
Стратегия ABS была разработана для применения в сфере B2B, где решение о закупке принимают в среднем 5,4 человека. ABS повышает объёмы продаж за счёт вовлечения всех ключевых персон сделки, предлагая им таргетированный презентационный контент офлайн и учитывающий только их деловые интересы.
К 2020 году стратегию ABS внедрили у себя такие компании как Epson, Adobe Marketo, AudioEye, Civitas Learning, Clarivate Analytics, CompareNetworks, Telefonix, TurnKey Vacation Rentals, Inc. и многие другие.

## Отличия от ABM
Отраслевой маркетинг широкого профиля не является достаточно целевыми, чтобы привлекать нужный сегмент целевой аудитории. Популярная стратегия ABM управляется отделом маркетинга и имеет ряд ограничений. Так, например, корпоративные сделки часто предполагают участие нескольких лиц, принимающих решения, и презентационные материалы необходимо готовить для каждого из них. Обеспеченный стратегией ABM контакт («лид») не гарантирует продолжения деловых переговоров. Реализация стратегии ABM обеспечивает в оффлайн-продажах лидогенерацию, стратегии ABS — трансформацию лидов в продажи.
Стратегия ABS подразумевает командную работу всех подразделений, участвующих в продажах товара или услуги, в первую очередь, отделов продаж и маркетинга, а также корпоративных тренеров и топ-менеджмента. Вместо традиционной работы над сценариями и шаблонами, работающие в рамках ABS отделы приспосабливают свою деятельность к конкретным микросегментам целевой аудитории, сосредотачиваясь на персонализированном взаимодействии с многочисленными заинтересованными сторонами. Это не количественный, а качественный подход, который рассматривает каждый микросегмент целевой аудитории как рынок.
ABS учитывает микросегменты, которые были определены ABM, и развивает их для получения дохода. С помощью этой стратегии разрабатывается индивидуальный подход, учитывающий интересы и «болевые точки» лица, принимающего решения.
В современной системе менеджмента ABS считается инструментом устранения разрыва между отделами маркетинга и продаж. Поскольку стратегия ABS предполагает выход за пределы первоначальной продажи, она используется для масштабирования компаний и увеличения объёмов продаж.

## Разработчики и софт
Программное обеспечение и отдельные инструменты для работы в рамках стратегии ABS на мировых рынках поставляются рядом IT-компаний:
- Televerde (США) — оказание B2B-компаниям помощи в лидогенерации за счёт проектных сотрудников[4];
- Selvery (Россия) — SaaS-акселератор таргетированных оффлайн-продаж, функционал которого включает в себя возможности сегментирования, автоматической генерации таргетированных презентаций, сбора статистики и другого[9];
- Sendoso (США) — SaaS-платформа для персонализации работы с клиентами;
- Alyce (США) — подготовка персонализированных презентаций для последующей работы с лидами;
- InsightSquared (США) — решение для анализа эффективности продаж, предоставляющее готовые отчёты по показателям дохода, разработанное для быстрорастущих SaaS-компаний[3].